# Performance (film)
Pour les articles homonymes, voir Performance et Vanilla (homonymie).
Pour plus de détails, voir Fiche technique et Distribution.
Performance, parfois intitulé Vanilla en français, est un drame musical britannique réalisé par Donald Cammell et Nicolas Roeg, sorti en 1970. 
Le film suit Chas qui est un truand recherché par le milieu après avoir commis un meurtre. Il trouve refuge dans la demeure d'une rock star décadente, Turner, auprès de qui il se fait passer pour un artiste devant l'accompagner lors de sa prochaine tournée.
Le film a été produit en 1968 mais n'est sorti qu'en 1970, car Warner Bros. était réticent à distribuer le film en raison de son contenu sexuel et de sa violence graphique. Il a d'abord reçu un accueil critique mitigé, mais sa réputation s'est développée depuis et il est désormais considéré comme l'un des films les plus influents et innovants des années 1970, ainsi que l'un des plus grands films de l'histoire du cinéma britannique. En 1999, "Performance" a été élu 48e plus grand film britannique du 20e siècle par le British Film Institute. En 2008, le magazine Empire a classé le film au 182e rang de sa liste des "500 plus grands films de tous les temps".

## Synopsis
Chas est membre d'un gang de l'Est de Londres, dirigé par le gangster Harry Flowers ; sa spécialité est l'intimidation par la violence, car il collecte des récompenses pour Flowers. Chas est très bon dans son travail et a la réputation de l'apprécier. Ses liaisons sexuelles sont occasionnelles et rudes. Lorsque Flowers décide de reprendre une boutique de paris appartenant à Joey Maddocks, il interdit à Chas de s'impliquer car il pense que l'histoire personnelle compliquée de Chas avec Maddocks pourrait entraîner des problèmes. Chas est en colère à ce sujet et humilie plus tard Maddocks, qui riposte en détruisant l'appartement de Chas et en l'attaquant, qui à son tour lui tire dessus, fait sa valise et s'enfuit des lieux.
Lorsque Flowers indique clairement qu'il n'a pas l'intention d'offrir une protection à Chas, mais souhaite plutôt qu'il soit éliminé, ce dernier décide de se diriger vers la campagne pour se cacher, mais après avoir entendu un musicien parler de partir en tournée et de quitter sa chambre louée à Notting. Hill Gate, Chas s'y rend et prétend que le musicien était un ami qui l'a recommandé. Il dit à Pherber, une femme vivant là-bas, qu'il est un autre artiste, le jongleur Johnny Dean. Elle y vit avec Turner, une ancienne rock star recluse et excentrique qui a « perdu son démon », et Lucy, avec qui il entretient un ménage à trois non possessif et bisexuel. Une enfant, Lorraine, flotte dans et hors de la maison.
Au début, Chas méprise Turner, qui tente lui-même de restituer le loyer payé d'avance, mais ils commencent à s'influencer mutuellement. Pherber et Turner comprennent son conflit et veulent comprendre ce qui le fait si bien fonctionner dans son monde. Pour accélérer le processus, Pherber le trompe en lui donnant un champignon psychédélique, et Chas l'accuse ainsi que Turner de l'empoisonner. Il l'accepte bientôt et, dans son état hallucinogène, il expérimente le vêtement et l'identité, y compris le port de vêtements féminins. Chas s'ouvre et il entame une relation bienveillante avec Lucy.
Avant tout cela, il téléphone à Tony (un ami de confiance qui appelle Chas « oncle ») pour l'aider à quitter le pays. Flowers et ses acolytes utilisent Tony pour suivre Chas jusqu'à l'appartement de Turner. Ils lui permettent d'aller récupérer ses affaires à l'étage. Chas dit à Turner et Pherber qu'il part, puis tire et tue Turner avant d'être escorté dans la voiture de Flowers. Alors que la voiture s'éloigne, Chas porte toujours ses vêtements féminins et sa perruque, mais son visage est identique à celui de Turner.

## Fiche technique
- Titre original : Performance
- Titre alternatif français : Vanilla
- Réalisation : Donald Cammell et Nicolas Roeg
- Scénario : Donald Cammell et Anita Pallenberg (non créditée)
- Images : Nicolas Roeg
- Musique : Jack Nitzsche
- Production : Sanford Lieberson et David Cammell, pour Goodtimes Enterprises
- Montage : Antony Gibbs (en), Brian Smedley-Aston et Frank Mazzola (non crédité)
- Décors : John Clark
- Pays d'origine :  Royaume-Uni
- Langue originale : anglais
- Format : Noir et Blanc et Couleur (Technicolor - 1,85:1 -  Mono
- Genre cinématographique : Drame, Musical
- Durée : 105 minutes
- Dates de sortie :
  -  États-Unis : 3 août 1970 (New York)
  -  Allemagne de l'Ouest : 18 septembre 1970
  -  France : 27 janvier 1971 (sortie nationale), 12 mai 2010 (ressortie)
  -  Royaume-Uni : 8 mars 2004 (Birmingham Screen Festival), 7 mai 2004 (ressortie)
- Film interdit aux moins de 16 ans lors de sa sortie en salles en France
- Affiche : Enzo Nistri (Italie)

## Distribution
- James Fox : Chas
- Mick Jagger : Turner
- Anita Pallenberg : Pherber
- Michele Breton : Lucy
- Ann Sidney : Dana
- John Bindon : Moody
- Stanley Meadows : "Bouton de rose"
- Allan Cuthbertson : l'avocat
- Anthony Morton : Dennis
- Johnny Shannon : Harry Flowers
- Anthony Valentine : Joey Maddocks
- Kenneth Colley : Tony Farrell

## Bande son
Face 1
- Gone Dead Train 2:56 - Randy Newman
- Performance 1:49 - Merry Clayton
- Get Away 2:09 - Ry Cooder
- Powis Square 2:25 - Ry Cooder
- Rolls Royce and Acid 1:50 - Jack Nitzsche
- Dyed, Dead, Red 2:35 -Buffy Sainte-Marie
- Harry Flowers 4:02 - Randy Newman

Face 2
- Memo from Turner 4:08 - Mick Jagger
- The Hashishin 3:39 - Buffy Sainte-Marie, Ry Cooder
- Wake up Niggers 2:47 - The Last Poets
- Poor White Hound Dog 2:50 - Merry Clayton
- Natural Magic 1:40 - Jack Nitzsche
- Turner's Murder 4:15 - Merry Clayton Singers

### Vidéographie
- zone 2 : Vanilla., Warner Home Video, 2007,  (EAN 7-321996-116876) — L'édition contient en supplément 2 courts-métrages : Influence and Controverse et Memo From Turner.